# سواعد الإخاء
سواعد الإخاء هو برنامج تلفازي ديني توعوي، على منهج أهل السنة والجماعة. يقدِّمه د. محمد السيد، ومن إخراج السوري محمد بايزيد. ويستضيف البرنامج مجموعة من العلماء والشيوخ والدعاة، وتتنوع الموضوعات المطروحة في الحلَقات، وللبرنامج عدَّة أجزاء. حقَّق البرنامج في مواسمه الأولى نجاحًا جماهيريًّا كبيرًا، وعُرضت حلَقاته على أكثرَ من خمسين قناة عربية.

## ضيوف البرنامج

### الموسم الأول (رمضان 2013)
- عائض القرني
- عبد الوهاب الطريري
- محمد العريفي
- إبراهيم الدويش
- نبيل العوضي
- سعد الدوسري
- عبد الرحمن الشهري

### الموسم الثاني (رمضان 2014)
- إبراهيم درويش
- أمجد قورشة
- سعد الدوسري
- سليمان الجبيلان
- عائض القرنى
- عبد الرحمن العشماوى
- عبد الرحمن الشهري
- محمد العوضى
- موسى العميرة
- محمد راتب النابلسي

### الموسم الثالث (رمضان 2015)
- سلمان العودة
- عمر عبد الكافي
- عصام البشير
- المنشد محسن الدوسري "أبو عبد الملك"
- القارئ شيخ أبو بكر الشاطري

#### موضوع الحلقات:
خُصِّصَت حلَقات الموسم الثالث للحديث عن سيرة النبي ﷺ وشمائله، وفضل محبَّته. وصُوِّرت الحلَقات على الثلوج المتراكمة على ضفاف بحيرة آبانت التركية.

### الموسم الرابع (رمضان 2016)

#### بعنوان: مع الله
- محمد العريفي
- سلمان العودة
- عائض القرني
- عمر عبد الكافي
- محمد العوضي
- إبراهيم أيوب
- محمد راتب النابلسي
- عصام البشير
- عبد الواحد المغربي
- علي الصلابي
- مصطفى أبو السعد
- القارئ يونس اسويلص

### الموسم الخامس (رمضان 2017)
- محمد العوضي
- محمود المصري
- سلمان العودة
- محمد العربفي
- عبدالرحمن الشهري
- خالد الماجد
- جهاد الترباني
- عصام البشير
- عبد المحسن الأحمد
- محمد راتب النابلسي
- نايف الشرهان
- علي الصلَّابي
- محمد موسى الشريف